# Yasumasa Kanada
Yasumasa Kanada (金田 康正, 1949-2020) est un mathématicien japonais qui détenait le record de la personne ayant trouvé le plus décimales du nombre π.

## Carrière
En 2002, avec l'aide d'Ushiro et de Kuroda, Yasumasa Kanada trouva 1 241 100 000 000 de décimales de π à l'aide d'un superordinateur Hitachi. Ce record fut battu en 2009.
Kanada est un professeur au département de la science de l'information à l'université de Tokyo.